# Осаждённые (фильм)
«Осаждённые» — фильм режиссёра Бернардо Бертолуччи, премьера которого состоялась в конкурсной программе Каннского фестиваля 1998 года.

## Сюжет
Картина направлена скорее на чувственное восприятие, чем на зрелищность. Действие фильма происходит в Риме. Герой фильма — состоятельный, но замкнутый британец, пианист и композитор, ведущий затворнический образ жизни и дающий уроки музыки одарённым детям. Всё, что есть в его жизни — это музыка. Ещё у него есть домработница — молодая африканка, приехавшая на учёбу. Он видит в ней ту же красоту, что и в музыке, а она любит своего мужа, осуждённого в их родной африканской стране за политические убеждения. Она надеется, что её мужа освободят, и он приедет к ней. А герой ни на что не надеется, он просто любит её, и продает всё, что есть в его доме, включая фортепиано, чтобы помочь ей внести залог за мужа, и тогда героиня начинает видеть музыканта совсем в другом свете.

## В ролях
- Дэвид Тьюлис — Кински
- Тэнди Ньютон — Шандурай